# Taroutyne
Taroutyne (en ukrainien : Тарутине, en russe : Тарутино, en bulgare : Тарутино, Taroutino ; en roumain : Tarutina) est une commune urbaine ukrainienne, chef-lieu du raion de Taroutyne de l'oblast d'Odessa, dans la région historique du Boudjak. Sa population s'élevait à 5 300 habitants en 2025.

## Géographie
Taroutyne est arrosée par la rivière Kohylnyk (Koguylnik ou Cogălnic), à 6 km au sud-ouest de Berezyne (Berezino ou Bérésina) et à 7 km à l'est de la frontière avec la Moldavie. Le climat est tempéré continental, avec des influences pontiques (« Dfb-Dfa » selon la classification de Köppen). La ville est à la limite entre les prairies à bosquets au nord, et la steppe pontique au sud.

## Histoire
Taroutyne tient son nom de Taroutino en Russie, théâtre de la bataille de Winkowo, l'une des victoires en 1812 du tsar Alexandre sur l'Napoléon. 
Après le Traité de Bucarest (1812) qui donna la Bessarabie à l'Empire russe, la localité a été fondée en 1814, par des colons germanophones originaires de Prusse et en majorité luthériens. Des Moldaves (Roumains), des Bulgares et une importante communauté juive les rejoignent à mesure que la ville se développe. En 1914, le chemin de fer dessert la localité. En 1917 elle fait partie de la république démocratique moldave, puis du royaume de Roumanie de 1918 à 1940 sous le nom de Tarutina. La population germanophone est transférée en 1940 vers l'Allemagne nazie selon les dispositions du pacte Molotov-Ribbentrop qui attribue Taroutino à l'URSS, au sein de laquelle elle est incluse dans la république socialiste soviétique d'Ukraine.
Après l'attaque allemande contre l'URSS (1941), la communauté juive est déportée par le régime fasciste roumain (1940-1944) en Transnistrie où la majorité périt par assassinats ou privations. En 1944, c'est le tour des roumanophones de subir la déportation, cette fois vers le Kazakhstan soviétique. En 1945, Taroutino est dépeuplée et en ruines ; après la guerre, elle sera repeuplée principalement de Russes et rattachée à l'oblast d'Akkerman-Izmaïl qui est inclus en 1954 dans l'oblast d'Odessa. Depuis la dislocation de l'URSS en 1991, Taroutyne est une ville de l'Ukraine indépendante.

## Population
Le recensement de 2001 décompte 6 219 Taroutynois dont 54,14% russophones, 26,76% bulgarophones, 14,29% ukrainophones, 3,05% roumanophones (Moldaves) et 1,53% turcophones (Gagaouzes),,, :
| 1959* | 1970* | 1979* | 1989* | 2001* |
| ----- | ----- | ----- | ----- | ----- |
| 3 249 | 4 360 | 5 972 | 6 351 | 6 219 |

| 2010  | 2011  | 2012  | 2013  | 2014  |
| ----- | ----- | ----- | ----- | ----- |
| 5 997 | 6 055 | 6 073 | 6 114 | 6 083 |

| 2015  | 2016  | 2017  | 2018  | 2019  |
| ----- | ----- | ----- | ----- | ----- |
| 6 037 | 6 029 | 5 986 | 5 923 | 5 866 |

| 2021  | - | - | - | - |
| ----- | - | - | - | - |
| 5 716 | - | - | - | - |

## Personnalités nées dans la commune
- Israël Gohberg (en) (1928-2009) mathématicien israélien
- Lev Gutenmacher (en) (1908-1981) mathématicien et cybernéticien soviétique
- Lucian Pintilie (1933-2018), metteur en scène (théâtre) et réalisateur (cinéma) roumain
- Eliezer Shoulman (en) (1923-2006) historien roumain et israélien, expert biblique.